# Énumération
Une énumération (du latin enumeratio, du verbe enumerare : « compter en entier, dénombrer ») est une figure de style qui consiste à dénombrer divers éléments dont se compose un concept générique ou une idée d'ensemble, éventuellement à des fins de récapitulation. La phrase : « Que la terre, les rivières, le ciel, que toute la nature du monde » de Jean Racine, dans Phèdre (1677) est un exemple d'énumération stylistique.

## Nature et définition
Selon Bernard Dupriez, l'énumération constitue en premier lieu un mode de définition propre aux ensembles, ce qui la distingue d'une autre figure de style , l'accumulation. L'énumération s'apparente à la liste, excepté qu'elle coordonne ou juxtapose les mots, au lieu de les disposer de manière verticale. Elle est souvent précédée d'un terme englobant et peut être introduite par deux-points ou le verbe « savoir », ou l'expression « à savoir ». Selon Dumarsais, « L'énumération ou distribution consiste à parcourir en détail divers états, diverses circonstances et diverses parties ; on doit éviter la minutie dans l'énumération ». L'énumération permet de passer en revue divers aspects d'une réalité en juxtaposant ou coordonnant des mots de même nature et de même fonction. La ponctuation trahit souvent l'emploi d'une énumération ainsi que l'utilisation de mots de liaison comme « et » ou de connecteurs logiques. L'énumération la plus identifiable coordonne des adjectifs qualificatifs :

« Eh bien… on y voyait comme en plein jour… et je ne me vis pas dans ma glace ! Elle était vide, claire, profonde, pleine de lumière ! »

— Guy de Maupassant ,  Le Horla, 1887 
L'énumération est un mode particulier d'amplification car elle permet de passer de l'abstrait au concret, ou du général au particulier. Selon Roman Jakobson, elle ne relève pas de la fonction poétique de la langue et elle manifeste un étalement de l'axe paradigmatique, à des fins explicatives, et ce assez brièvement.

### Types particuliers d'énumération simple
L'énumération peut avoir des usages particuliers. Ainsi, une énumération rapide et partielle, de quelques mots, se rapproche de l'exemple. Par ailleurs, lorsque les parties sont rapportées de manière respective à d'autres éléments d'un tout, l'énumération est dite « distributive » ; on peut aussi parler d'une figure à part : la distribution :

« Peut-être les Chapdelaine pensaient-ils à cela et chacun à sa manière ; le père avec l'optimisme invincible d'un homme qui se sait fort et se croit sage ; la mère avec un regret résigné ; et les autres, les jeunes, d'une façon plus vague et sans amertume (...) »

— Louis Hémon ,  Maria Chapdelaine, 1913 
On parle parfois d'« énumération ludique » lorsqu'elle coordonne un ensemble de mots sérieux avec un autre ensemble d'éléments dépareillés :

« L'oncle Jules rapportait du Roussillon des raisins à l'eau-de-vie, des gâteaux mielleux qui collaient aux dents, un foie d'oie comme un cœur de veau, de la fine d'avant le déluge, et des « r » remis à neuf. »

— Marcel Pagnol
Il existe aussi les '« énumérations accumulatives » d'une suite de mots d'une même famille. Par exemple :

« Ses plus beaux fruits poussent là, cerises, abricots, pêches, coings »

— Blaise Cendrars ,  L'Or 
De plus, si, comme dans cet exemple, les pronoms sont supprimés, il y a une impression de profusion.
L'énumération bascule dans la gradation lorsqu'il y a jeu sur l'intensité des termes.

### Inventaire
Une énumération qui vise l'exhaustivité est une figure particulière qui prend le nom d'inventaire.

## Usage stylistique
L'énumération vise de multiples effets : manifester un souci de précision et du détail dans une description par exemple ou dans les portraits (utilisée souvent par les moralistes), insister sur certains éléments, indiquer qu'on n'a pas épuisé le sujet (cas de l'énumération dite ouverte), viser l'exhaustivité (cas de l'inventaire), insister sur des contrastes ou des contradictions ou provoquer le comique. Exemples :
- « Ce jeune homme était beau, magnifique, grand, musclé et vigoureux »
- « Tout l'hiver va rentrer dans mon être : colère, haine, frissons, horreur, labeur dur et forcé » (Charles Baudelaire, Chant d'automne)
- « faites rossez battez » (Molière, extrait du Médecin malgré lui.)
- « Et des femmes, des hommes, des enfants étaient debout sur le parapet » (Victor Hugo, extrait du Dernier 
Jour d'un condamné.)

## Genres concernés
L'énumération se retrouve dans tous les genres littéraires, en particulier les types du discours. La poésie, la fable (Jean de La Fontaine : « Adieu, veau, vache, cochon ») ou encore le roman l'utilisent beaucoup.
La publicité a recours à l'énumération (inventaire des qualités d'un produit), le cinéma également (scènes coordonnant des visions fugitives par exemple).
En logique, l'énumération incomplète est une sorte de sophisme qui consiste à ne pas faire une énumération complète, mais à la conclure de la même manière que si elle était effectivement achevée.